# تعويض (عقد)
التعويض التزام تعاقدي لأحد الطرفين للتعويض عن الخسارة التي تكبدها الطرف الآخر بسبب أفعال المعوض أو أي طرف آخر. وعادة ما يكون واجب التعويض، ولكن ليس دائما، متزامنا مع الواجب التعاقدي بعدم الإضرار. وعلى الخلاف من ذلك، فالضمان التزام من جانب طرف يؤكد للطرف الآخر أن الضامن سيفي بوعد الطرف الثالث إذا تخلف عن السداد.